# Sakshorn
Sakshorn – rodzina instrumentów muzycznych dętych blaszanych, opracowana w 1845 przez belgijskiego budowniczego instrumentów Adolphe Saxa. Charakteryzują się zwiniętą piszczałką, która rozszerza się stożkowo niemal na całej długości. Rura instrumentów klasycznych, zaprojektowanych przez Saxa, przebiega od ustnika poziomo ku przodowi, następnie opada w jednym lub kilku zwojach i przechodzi w odcinek pionowy, przebiegający blisko ciała muzyka. Kończy się wycelowaną w górę czarą głosową. Piszczałka, w zależności od wielkości i przeznaczenia może mieć kształt trąbkowy, eliptyczny, owalny, tubowy, okrągły lub helikonowy. Sakshorny mają podobny do trąbkowego ustnik, z płytkim półkulistym kielichem, i praworęczny mechanizm złożony z trzech lub czterech wentylów obrotowych (rzadziej tłoczkowych). Nazywane są często terminami określającymi odpowiadające im skale głosu ludzkiego: sopran, alt, tenor itd.
Sakshorny budowane były w 18 różnych wielkościach, w całej rozpiętości skali muzycznej – od bardzo wysokiego, o oktawę wyższego od sopranu sopranino, po oktawę niższy od kontrabasu i posiadający piszczałkę o długości 11 metrów burdon. Wyższe instrumenty tej rodziny nazywane są skrzydłówkami; ich menzura umożliwia wydobycie dźwięków harmonicznych od 2. do 8. Niższe – tuby – mają bardzo szeroką menzurę i możliwość wydobycia również pierwszego dźwięku szeregu harmonicznego. Współcześnie w orkiestrze symfonicznej używa się z rodziny sakshornów tylko tuby basowej lub kontrabasowej. Pozostałe odmiany mają zastosowanie w orkiestrach dętych.

## Rodzaje
Niektóre rodzaje sakshornu:

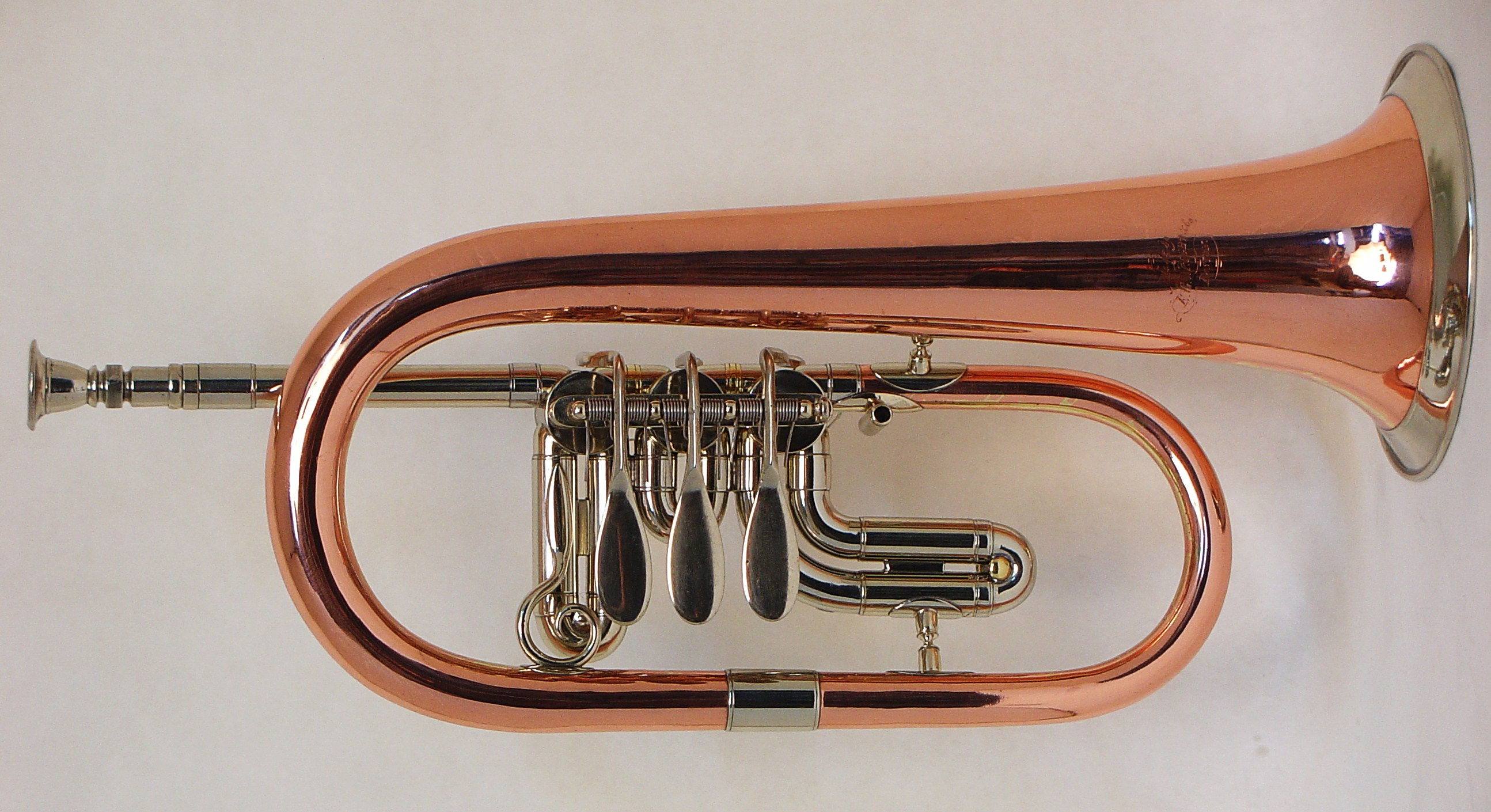
Sakshorn sopraninowy

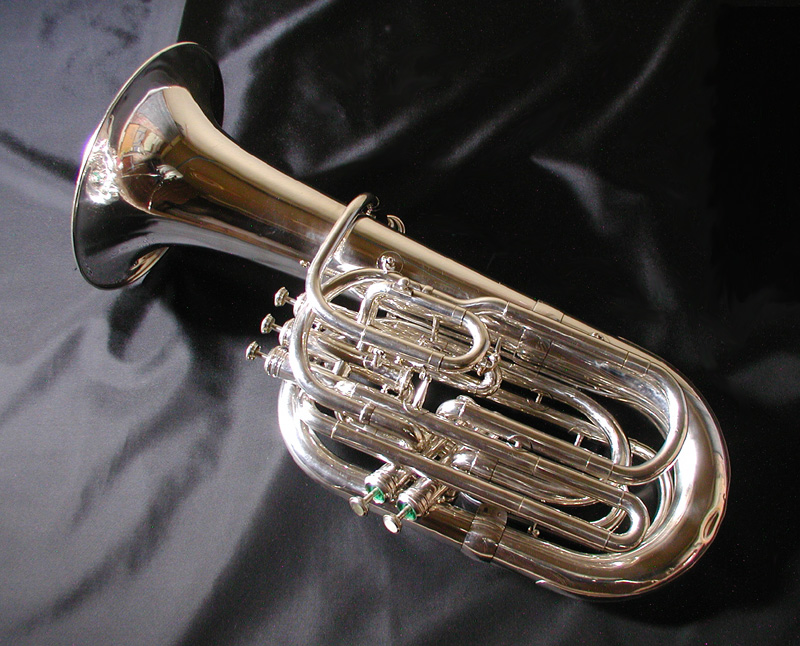
Eufonium – sakshorn barytonowy

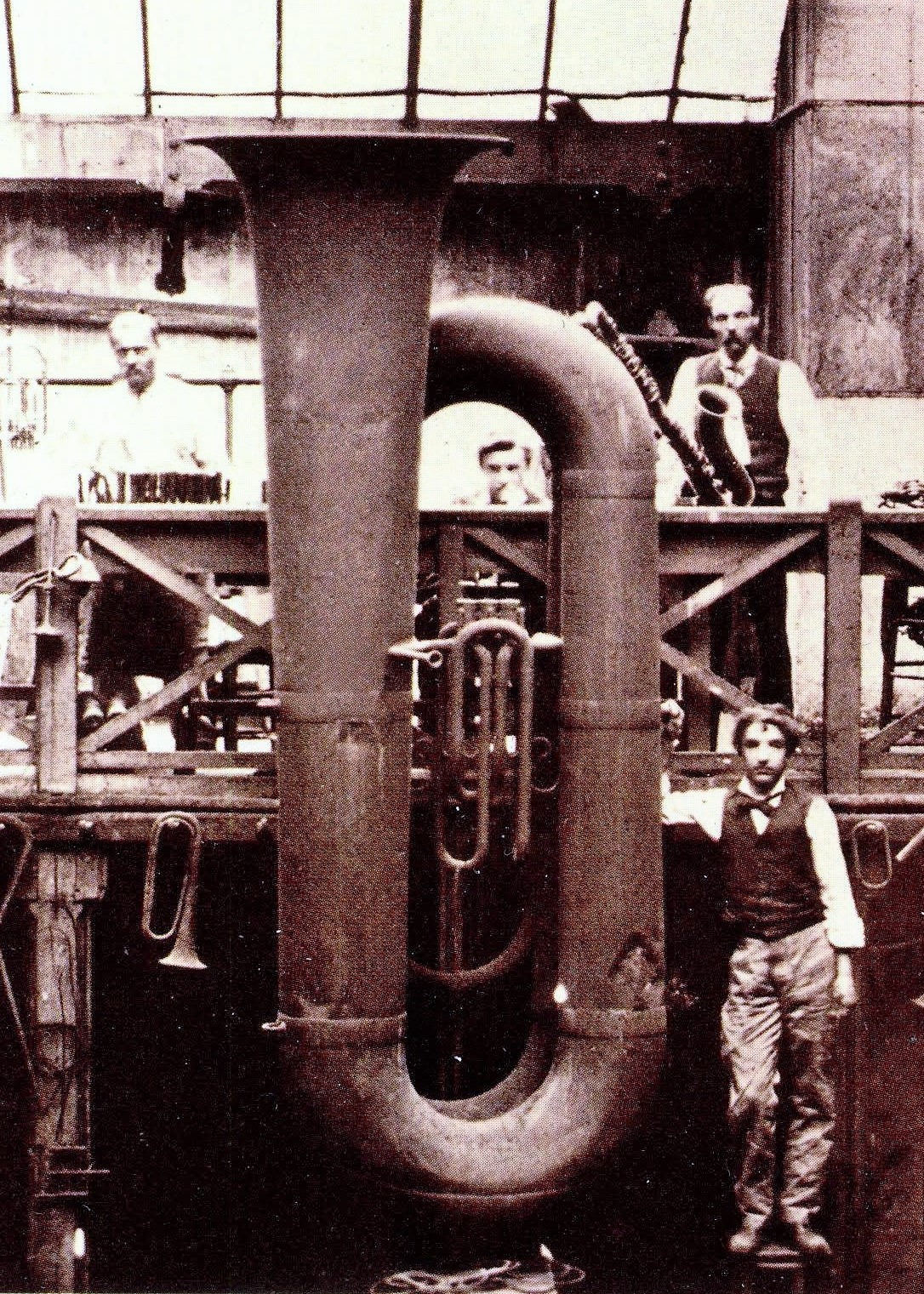
Sakshorn burdonowy

- sopranino(inne języki) – skrzydłówka piccolo, mały sakshorn sopraninowy[6]
- sopran – skrzydłówka, sakshorn sopranowy B[6]
- alt – sakshorn altowy Es[6][2]
- tenor – sakshorn tenorowy B[7][2]
- baryton – tuba barytonowa B (eufonium[2])[7][2]
- bas – bas F (lub bas Es), tuba basowa[7][2]
- kontrabas – bas C (lub bas B), tuba kontrabasowa (helikon[8] i suzafon[9])[7][2]

## Technika gry
Muzyk opiera zaciśnięte i napięte wargi o kielich ustnika. Przed zadęciem język przylega do górnych i dolnych zębów, zamykając przepływ powietrza. W momencie zadęcia język odrywa się od zębów, a strumień powietrza przepływa przez szczelinę między wargami i powoduje ich drganie. Drgania warg przenoszone są na słup powietrza, który przepływając przez korpus instrumentu, formuje falę stojącą – źródło dźwięku. Od napięcia warg zależy m.in. wysoki lub niski strój dźwięków. Najmniejsza prędkość wydmuchiwanego powietrza powoduje powstanie pierwszego tonu składowego szeregu harmonicznego. Zwiększanie prędkości powietrza (technika przedęcia) pozwala uzyskać wyższe dźwięki (tony składowe).
Sposób palcowania przy mechanizmie złożonym z trzech wentyli jest taki sam, jak na trąbce:
- wentyl 2 – obniża dźwięk o 1 półton,
- wentyl 1 – obniża o 2 półtony,
- wentyl 3 lub,
- wentyl 1 i 2 – obniżają o 3 półtony,
- wentyle 2 i 3 – obniżają o 4 półtony,
- wentyle 1 i 3 – obniżają o 5 półtonów,
- wentyle 1, 2 i 3 – obniżają o 6 półtonów.

## Historia
Początek dało sakshornom wynalezienie około 1815 wentyla sprężynowego. Twórcy innowacji – Friedrich Blühmel ze Śląska i Heinrich Stölzel z Berlina – rozwinęli system krąglikowy wykorzystywany w rogach naturalnych: wloty i wyloty dodatkowych odcinków rurek umieścili tuż obok siebie, przy głównym kanale piszczałki i na tak powstałym „skrzyżowaniu” umieścili zawór sprężynowy – wentyl z tłoczkiem. Wciśnięcie tłoczka powodowało włączenie dodatkowego odcinka rurki do kanału głównego, i tym samym przedłużenie drgającego słupa powietrza oraz obniżenie dźwięku. Wynalazek Blühmela i Stölzela wywołał falę wniosków w urzędach patentowych różnych krajów. Niedługo potem wyłoniły się dwa rozwiązania konstrukcyjne – wentyl tłokowy i wentyl obrotowy, które zaczęto na szeroką skalę, i w różnych wariantach wdrażać w instrumentach dętych blaszanych.
Do połowy XIX wieku różni konstruktorzy w różnych krajach budowali niejednorodne kornety, skrzydłówki, buglehorny, eufonia i tuby. W 1843, w Paryżu, Adolphe Sax ujednolicił modele. Poddał stare rogi myśliwskie o szerokiej menzurze (zwane wówczas buglehornami) oraz ofiklejdy usprawnieniom technicznym (uregulowanie menzury i wprowadzenie wentyli) i nazwał je sakshornami. Opracował homogeniczną rodzinę instrumentów obejmującą 18 różnych wielkości.